# Diego Ibáñez de Farías
Diego Ibáñez de Farías fue Gobernador de la Provincia del Paraguay entre 1676 a 1681. Sucedió a un breve gobierno del Cabildo de Asunción hasta que fue repuesto Rege Corvalán, hasta el advenimiento del segundo gobierno de Andino, iniciado en 1681.
| Predecesor: Francisco Rege Corvalán | Gobernador del Paraguay 1676 - 1681 | Sucesor: Juan Diez de Andino |